# Turistična organizacija Katarja
Turistična organizacija Katarja (arabsko الهيئة العامة للسياحة, angleško Qatar Tourism Authority, QTA), veja katarske vlade, je najvišji organ, odgovoren za oblikovanje in upravljanje pravil, uredb in zakonov, ki se navezujejo na razvoj in promocijo turizma v Katarju. Ministrstvo je odgovorno za turistične znamenitosti in namestitve za potnike, za širitev in povečanje raznolikosti turistične industrije v Katarju, kot tudi za povečanje vloge turizma v BDP-ju države in njegovo rast ter družbeni razvoj v prihodnosti.
Delo QTA usmerja Strategija državnega turističnega sektorja Katarja za leto 2030 (QNTSS), objavljena februarja 2014, za izdelavo načrta za razvoj industrije v prihodnosti.

## Oprostitev vizumskih obveznosti
Državljani držav Sveta za sodelovanje v Zalivu (Bahrajn, Kuvajt, Oman, Saudova Arabija in Združeni arabski emirati) za vstop v Katar ne potrebujejo vizuma.

## Vizumi za obiskovalce
Državljanom spodaj navedenih 34 držav ni treba vnaprej urejati oprostitve vizuma in lahko to uredijo ob prihodu v Katar. Oprostitev velja 180 dni od datuma izdaje in lastniku omogoča, da v Katarju preživi do 90 dni bodisi v času enega potovanja bodisi v času več potovanj.
| 1. Avstrija 2. Bahami 3. Belgija 4. Bolgarija 5. Hrvaška 6. Ciper 7. Češka republika 8. Danska 9. Estonija 10. Finska | 11. Francija 12. Nemčija 13. Grčija 14. Madžarska 15. Islandija 16. Italija 17. Latvija 18. Lihtenštajn 19. Litva 20. Luksemburg | 21. Malezija 22. Malta 23. Nizozemska 24. Norveška 25. Poljska 26. Portugalska 27. Romunija 28. Sejšeli 29. Slovaška 30. Slovenija | 31. Španija 32. Švedska 33. Švica 34. Turčija |

Državljanom spodaj navedenih 46 držav ni treba vnaprej urejati oprostitve vizuma in lahko to uredijo ob prihodu v Katar. Oprostitev velja 30 dni od datuma izdaje in lastniku omogoča, da v Katarju preživi do 30 dni bodisi v času enega potovanja bodisi v času več potovanj. Oprostitev je lahko podaljšana za nadaljnjih 30 dni.
| 1. Andora 2. Argentina 3. Avstralija 4. Azerbajdžan 5. Belorusija 6. Bolivija 7. Brazilija 8. Brunej 9. Kanada 10. Čile | 11. Kitajska 12. Kolumbija 13. Kostarika 14. Kuba 15. Ekvador 16. Gruzija 17. Gvajana 18. Hongkong 19. Indija 20. Indonezija | 21. Irska 22. Japonska 23. Kazahstan 24. Libanon 25. Makedonija 26. Maldivi 27. Mehika 28. Moldavija 29. Monako 30. Nova Zelandija | 31. Panama 32. Paragvaj 33. Peru 34. Rusija 35. San Marino 36. Singapur 37. Južna Afrika 38. Južna Koreja 39. Surinam 40. Tajska | 41. Ukrajina 42. Združeno kraljestvo 43. Združene države Amerike 44. Urugvaj 45. Vatikan 46. Venezuela |

## Turistični vizum za Katar
Obiskovalci Katarja, ki potujejo s katero koli letalsko družbo, lahko za katarski turistični vizum zaprosijo na spletu. Za oddajo prošnje je treba:
- Izpolniti spletni obrazec
- Naložiti zahtevane dokumente (vključno s kopijami potnega lista in osebnimi fotografijami)
- Predložiti podatke letalske družbe o rezervaciji
- Opraviti spletno plačilo z veljavno kreditno kartico

Obiskovalci, ki v Katar potujejo z letalsko družbo Qatar Airways, se lahko z isto rezervacijo kot potniki in sopotniki prijavijo za postopek za pridobitev katarskega turističnega vizuma.

## Tranzitni vizum za Katar
Potniki vseh državljanstev, ki na letu z letalsko družbo Qatar Airways prečkajo Katar, lahko zaprosijo za brezplačen 96-urni tranzitni vizum. Kljub vsemu veljajo določeni pogoji, saj so vizumi izdani samo na podlagi presoje Katarskega ministrstva za notranje zadeve.

## Vizum za prebivalce iz držav Sveta za sodelovanje v Zalivu
Prebivalci iz držav Sveta za sodelovanje v Zalivu (GCC), ki delajo v odobrenih poklicih, in njihovi spremljevalci lahko ob prihodu v Katar pridobijo vizum za prebivalce iz držav Sveta za sodelovanje v Zalivu. Vizum za enkratni vstop, ki ga je mogoče pridobiti za 100 QAR in plačati s kreditno kartico, velja 30 dni in ga je mogoče podaljšati za dodatne tri mesece. Obiskovalci, ki želijo izkoristiti to vizumsko shemo, bodo ob vstopu v Katar morda morali predložiti uradne dokumente, iz katerih je razviden njihov poklic.